# Machluto

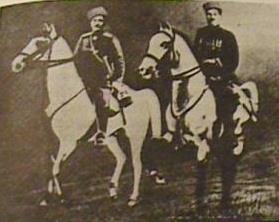
Machluto (General Smbat) mit Andranik

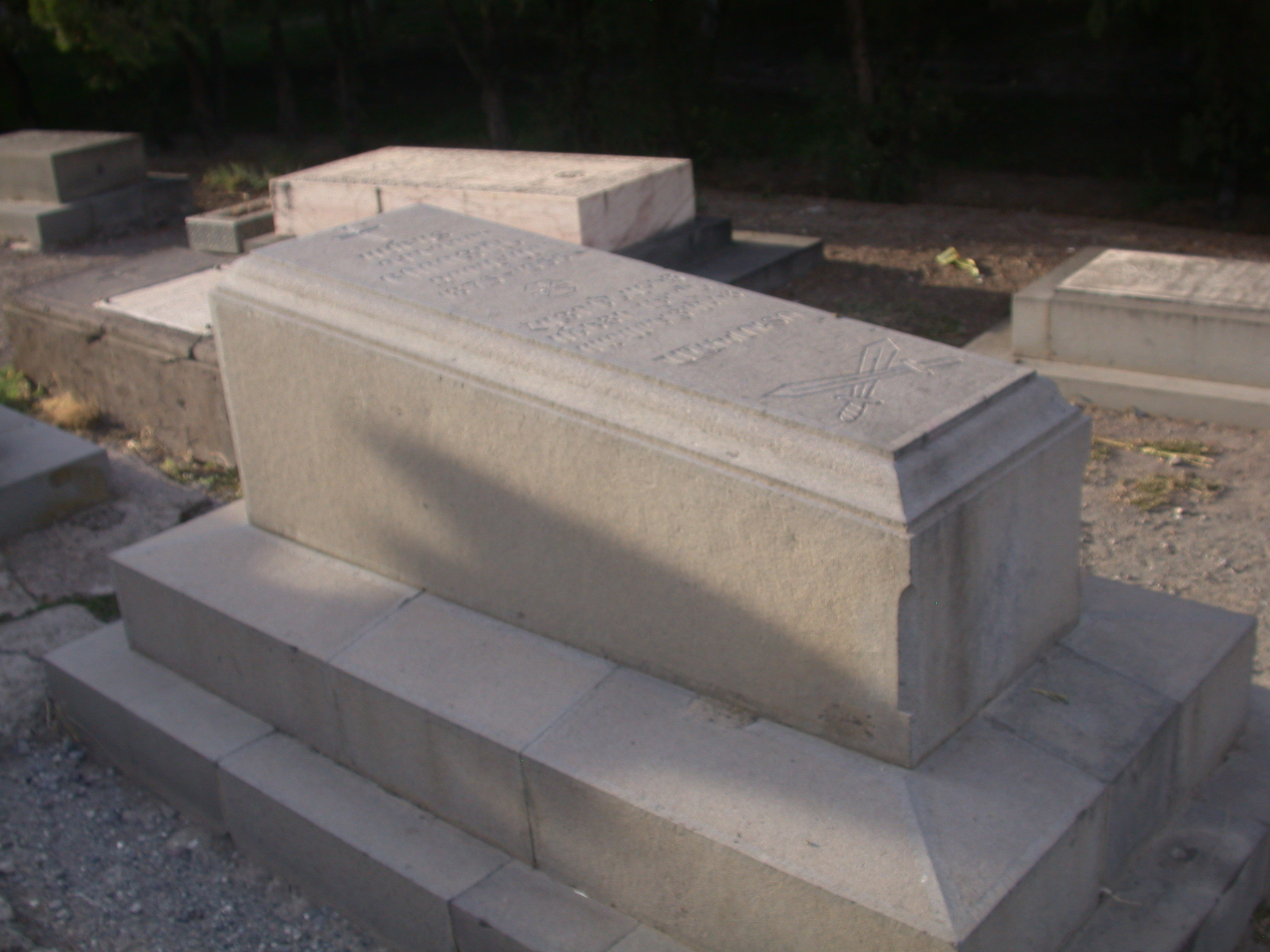
Grabstein in der St.-Gajane-Kirche

Machluto (armenisch Մախլուտո; * 1875 als Սմբատ Բորոյան Smbat Borojan in Muş, Vilâyet Bitlis, Osmanisches Reich; † 1956 in Jerewan, Armenische SSR, Sowjetunion), auch bekannt als General Smbat, war ein armenischer Fedai-Kommandeur der Armenischen Revolutionären Föderation. Er war maßgeblich am Widerstand gegen den Völkermord an den Armeniern im Osmanischen Reich beteiligt. Bekannt war er als Weggefährte von General Andranik Ozanian Pascha.

## Frühe Jahre
Smbat erhielt seine schulische Erziehung im Sankt-Garabed-Kloster von Muş. Von Geschichten über die armenischen Guerilleros (Fedajin) inspiriert brach Smbat Mitte der 1880er Jahre im Alter von 15 Jahren zusammen mit seinem Freund Levon die Schule ab, um der Vardanantz-Gruppe, einer Untereinheit der Fedajin, beizutreten. Zunächst verrichtete er dort Hilfstätigkeiten, bevor er militärische Aufgaben übernahm.

## Revolutionäre Aktivitäten
Machluto war bei den meisten Kämpfen in den 1890er Jahren in der Region Van-Taron anwesend. Er kämpfte zusammen mit anderen Fedajin wie Kevork Çavuş, Andranik Pascha, Keri und Murad von Sebasteia. Während der Massaker an den Armeniern 1894–1896 stand Machluto Andranik Pascha bei der Verteidigung der verfolgten Armenier vor den zunehmenden Attacken der osmanischen Armee und kurdischen Angreifern bei. Machluto war zudem am Widerstand von Sason 1904 beteiligt. Danach gingen Andranik Paşa, Kevork Çavuş, Sivaslı Murad und Machluto mit weiteren 200 Kämpfern nach Van, die Fedajin nahmen Stellung auf der Insel Aghtamar. Die Türken sandten schwer bewaffnete Schiffe, die Aufständischen konnten die Angriffe jedoch abwehren. In der Folge teilten sie sich auf. Eine Gruppe ging mit Kevork Çavuş nach Sason, die andere mit Andranik Pascha über die persische Grenze in den Kaukasus. 1907 kämpfte Machluto bei der Schlacht von Suluch, bei der Kevork Çavuş getötet wurde. 1908 war er mit Yeprem Khan in die Konstitutionelle Revolution in Persien involviert. Im Jahr 1914 wurde Machluto General Andraniks Fedajin-Kommandeur an der Kaukasusfront, einem Nebenschauplatz des Ersten Weltkriegs.

## Völkermord an den Armeniern
Während des Völkermordes an den Armeniern war Machluto stellvertretender Kommandeur. Von 1915 bis 1916 waren Machluto und Andranik in die Kämpfe um Van involviert. 1916 nahmen sie auf Seiten der Russen an der Schlacht von Bitlis gegen Mustafa Kemal Atatürk sowie an der Schlacht von Dilman teil. Machluto wurde verwundet und nach Tiflis gebracht. Seine Ehefrau wurde von den Türken umgebracht. 1917 führte die Bolschewistische Revolution zum Rückzug der russischen Soldaten von der armenischen Front. Die Armenier begannen, ihre eigenen Kampfverbände zum Schutz der Grenzen aufzustellen. Die Situation der Armenier verschlechterte sich mit der Offensive der türkischen Truppen im Armenischen Hochland. Andranik und Machluto waren gezwungen, sich in das Muş-Sasun-Gebiet zurückzuziehen. Mitte 1917 wurde Machluto zum Kommandeur der Chanus-Manaskert-Region. Im Spätjahr 1917 und Frühjahr 1918 zwang die neue türkische Offensive die armenischen Soldaten zu einem Rückzug. Andranik und Machluto verlegten darauf die meisten ihrer Soldaten, um die Erzurum-Linie zu halten.

## Erste Republik Armenien
Als Ergebnis der türkischen Invasion in Armenien 1918 waren Machluto und seine Soldaten gezwungen, sich nach Sartarapad (Serdarabat) zurückzuziehen. Machluto wurde damit beauftragt, zur Verteidigung der armenischen Grenze Truppen zu mobilisieren. Die Milizen waren in Uneinigkeit mit der neuen armenischen Regierung, die einen Friedensvertrag mit den Türken aushandelte. Machluto und Andranik lehnten diesen Vertrag ab, da er armenische Ansprüche auf Westarmenien für nichtig erklären würde. Während des Zweiten Kongresses der Westarmenier 1919 wurde Machluto zum Mitglied der Exekutivkörperschaft gewählt, die bis zur Bildung einer gemeinsamen Regierung des Vereinigten Armenien handeln sollte. Nachdem die armenische Regierung den Vertrag von Batumi unterzeichnete, gingen Machluto und Andranik nach Sangesur, um gegen aserbaidschanische Aufständische zu kämpfen, die die neu gebildete Regierung ablehnten. 1920 leiteten türkischen Patrioten unter Kâzım Karabekir eine zweite Invasion in Armenien ein. Machluto stieg in den Rang eines Generals auf und wurde am 22. September 1920 schwer verwundet. Die Eroberung des größten Teils von Armenien führte zum Rücktritt der Regierung und der Sowjetisierung der Republik Armenien. Die kommunistische Regierung begann eine Säuberung gegen ehemalige Daschnak-Nationalisten, Politiker und Militärs. Viele wurden festgenommen und hingerichtet. Am 13. Februar 1921 ging Machluto – immer noch verwundet – in die Region Aragaz-Talin und nahm an einer Revolte gegen das kommunistische Regime teil. Am 17. Februar besetzte seine Armee Jerewan, führte einen Putsch durch und setzte Simon Wrazjan als Ministerpräsidenten ein. Viele Verfolgte des kommunistischen Regimes wurden daraufhin freigelassen. Es stellte sich heraus, dass im Jerewaner Gefängnis über 75 politische Gefangene getötet worden waren, darunter die armenischen Freiwilligenkommandeure Hamazasp und Gabriel Korganyan. Nach der sowjetischen Okkupation des benachbarten Georgien machte sich Furcht vor einer Einnahme Armeniens durch die Rote Armee breit. Die provisorische armenische Regierung und die Bolschewisten einigten sich, dass es keine Verfolgungen mehr geben würde, wenn die armenischen Putschisten ihre Aktivitäten einstellen würden. Die provisorische Regierung löste sich auf, die Mitglieder flohen mehrheitlich in andere Länder. So nahmen die Kommunisten am 2. April 1921 Jerewan erneut ein.

## Späteres Leben
Machluto floh nach Sjunik und schließlich über die Grenze in das Kaiserreich Persien. Von dort wanderte er in die Vereinigten Staaten aus nach Fresno, Kalifornien. In den USA traf er auf seine ehemaligen Kameraden, darunter General Andranik. 1946 kehrte Machluto über Frankreich wieder nach Sowjetarmenien zurück. Seine verbleibenden zehn Lebensjahre verbrachte er friedlich in Jerewan, wo er als Friedhofspfleger des Komitas-Friedhofs arbeitete. Während dieser Zeit hatte er weiterhin Kontakt zu seinen Kameraden aus den ehemaligen Freiwilligenverbänden. Machluto starb 1956 in seinem Haus eines natürlichen Todes. Er wurde nahe der St.-Gajane-Kirche in Etschmiadsin begraben.
Seine Memoiren bildeten die Grundlage von Chatschik Daschtenz’ Roman Rantschparneri Kantsche („Der Ruf der Pflüger“).